# Sapeurs téléphéristes
Les sapeurs téléphéristes sont une spécialité du génie de l'Armée de terre française. Ils sont chargés d'édifier des téléphériques permettant le ravitaillement des troupes combattant en montagne.